# ستيفن ورث
ستيفن ورث (بالإنجليزية: Stephen W. Worth)‏ هو صحفي وناقد سينمائي أمريكي، ولد في 2 مايو 1959 في غلينديل في الولايات المتحدة.

## وصلات خارجية
- ستيفن ورث على موقع IMDb (الإنجليزية)
- ستيفن ورث على موقع قاعدة بيانات الفيلم (الإنجليزية)